# Badminton bei den ASEAN Para Games 2015
Badminton bei den ASEAN Para Games 2015 wurde vom 4. bis zum 8. Dezember 2015 in der OCBC Arena in Singapur gespielt.

## Medaillengewinner

### Herren
| Disziplin    | Gold                                                                            | Silber | Bronze                                                                                            |
| ------------ | ------------------------------------------------------------------------------- | --- | ------------------------------------------------------------------------------------------------- |
| Einzel SL3   | Ukun Rukaendi                                                                   | Phạm Đức Trung | Muhammad Huzairi bin Abdul Malek                                                                  |
| Einzel SL3   | Ukun Rukaendi                                                                   | Phạm Đức Trung | Dwiyoko                                                                                           |
| Einzel SL4   | Hary Susanto                                                                    | Bakri bin Omar | Lê Quốc Mạnh                                                                                      |
| Einzel SL4   | Hary Susanto                                                                    | Bakri bin Omar | Fredy Setiawan                                                                                    |
| Einzel SU5   | Suryo Nugroho                                                                   | Cheah Liek Hou | Imam Kunantoro                                                                                    |
| Einzel SU5   | Suryo Nugroho                                                                   | Cheah Liek Hou | Oddie Kurnia Dwi Listyanto                                                                        |
| Einzel WH1   | Jakarin Homhual                                                                 | Anuwat Sriboran | Mohd Johari bin Saed                                                                              |
| Einzel WH1   | Jakarin Homhual                                                                 | Anuwat Sriboran | Chatchai Kornpekanok                                                                              |
| Einzel WH2   | Madzlan Saibon                                                                  | Trương Ngọc Bình | Rahim bin Mohd Yusof                                                                              |
| Einzel WH2   | Madzlan Saibon                                                                  | Trương Ngọc Bình | Agus Budi Utomo                                                                                   |
| Doppel SL3/4 | Hary Susanto Ukun Rukaendi                                                      | Dwiyoko Fredy Setiawan | Nguyễn Văn Thương Phạm Đức Trung                                                                  |
| Doppel SL3/4 | Hary Susanto Ukun Rukaendi                                                      | Dwiyoko Fredy Setiawan | Bakri bin Omar Muhammad Huzairi bin Abdul Malek                                                   |
| Doppel SU5   | Cheah Liek Hou Hairulfozi bin Saaba                                             | Oddie Kurnia Dwi Listyanto Suryo Nugroho | Ahmad Effendi Razaman Mohamad Faris bin Ahmad Azri                                                |
| Doppel SU5   | Cheah Liek Hou Hairulfozi bin Saaba                                             | Oddie Kurnia Dwi Listyanto Suryo Nugroho | Arya Sadewa Imam Kunantoro                                                                        |
| Doppel WH1/2 | Junthong Dumnern Jakarin Homhaul                                                | Trần Mai Anh Trương Ngọc Bình | Sumpradit Aphichat Chatchai Kornpekanok                                                           |
| Mannschaft   | Indonesien Suryo Nugroho Oddie Kurnia Dwi Listyanto Hary Susanto Fredy Setiawan | Malaysia Cheah Liek Hou Mohamad Farid bin Ahmad Azri Ahmad Effendi Razaman Bakri bin Omar Hairulfozi bin Saaba Muhammad Huzairi bin Abdul Malek | Thailand Chawarat Kitichokwattana Dachathon Saengrayakul Narinchort Khowbunyarasri Pricha Somsiri |
| Mannschaft   | Indonesien Suryo Nugroho Oddie Kurnia Dwi Listyanto Hary Susanto Fredy Setiawan | Malaysia Cheah Liek Hou Mohamad Farid bin Ahmad Azri Ahmad Effendi Razaman Bakri bin Omar Hairulfozi bin Saaba Muhammad Huzairi bin Abdul Malek | Vietnam Nguyễn Văn Thương Lê Văn Lê Quốc Mạnh Phạm Hồng Tuân                                      |

### Damen
| Disziplin        | Gold                                  | Silber                              | Bronze                               |
| ---------------- | ------------------------------------- | ----------------------------------- | ------------------------------------ |
| Einzel SL3       | Sriyanti                              | Paramee Panyachaem                  | -                                    |
| Einzel SL4       | Leani Ratri Oktila                    | Khalimatus Sadiyah                  | Chanida Srinavakul                   |
| Einzel SL4       | Leani Ratri Oktila                    | Khalimatus Sadiyah                  | Nipada Seangsupa                     |
| Einzel SU5       | Yodpha Sudsaifon                      | Noorizah binti Rahim                | -                                    |
| Einzel WH1/2     | Amnouy Wetwithan                      | Sujirat Pookkham                    | Piyawan Thinjun                      |
| Doppel SL3/4/SU5 | Khalimatus Sadiyah Leani Ratri Oktila | Nipada Seangsupa Chanida Srinavakul | Yodpha Sudsaifon Wannaphatdee Kamtam |